# أرهان جان كارتال
أرهان جان كارتال (بالتركية: Erhan Can Kartal)‏ (ولد: 19 ديسمبر 1998، إسطنبول - )؛ ممثل تركي، لعب دور بايزيد ابن سليمان القانوني في مسلسل حريم السلطان.

## سيرته الفنية
بدأ حياته المهنية في عام2010 في المسلسل التلفزيوني التركي ايزيل، تبين للجمهور التركي في عام 2012 بعد أن لعب في الفيلم كاييب. وظهر في بياز شو مع باقي الممثلين في الفيلم، وفي العام نفسه، حيث تم اختياره كأفضل طفل نموذجي في تركيا. كان واردا في سلسلة المد والجزر في دور «قادر».
أصبح أكثر شهرة بعد ان لعب في عام 2013 في فيلم حريم السلطان دور بايزيد. خامس ابن لسليمان القانوني، الطفل الشجاع الذي يحب المغامرة والتحدي. في الدور، كان قريبا جدا من شقيقه جيهانغير، ولكن علاقته مع شقيقه الآخر سليم كانت متدهورة.

## روابط خارجية
- أرهان جان كارتال على موقع IMDb (الإنجليزية)